# پوآما
پوآما (به لاتین: Poama) یک منطقهٔ مسکونی در استونی است که در شهرستان هیو واقع شده‌است.